# カザノーヴァ・エルヴォ
カザノーヴァ・エルヴォ（伊: Casanova Elvo）は、イタリア共和国ピエモンテ州ヴェルチェッリ県にある、人口約200人の基礎自治体（コムーネ）。

## 地理

### 位置・広がり
| 隣接するコムーネは以下の通り。 - コッロビアーノ - フォルミリアーナ - オルチェネンゴ - サン・ジェルマーノ・ヴェルチェッレーゼ - サンティア - ヴィッラルボイト |